# Нојхитен (Доња Франконија)
Нојхитен (њем. Neuhütten) град је у њемачкој савезној држави Баварска. Једно је од 40 општинских средишта округа Мајна-Шпесарт. Према процјени из 2010. у граду је живјело 1.220 становника. Посједује регионалну шифру (AGS) 9677165.

## Географски и демографски подаци
Нојхитен се налази у савезној држави Баварска у округу Мајна-Шпесарт. Град се налази на надморској висини од 270 метара. Површина општине износи 6,0 km². У самом граду је, према процјени из 2010. године, живјело 1.220 становника. Просјечна густина становништва износи 205 становника/km².